# Hohenleuben
Hohenleuben; es un municipio en el distrito de Greiz en el estado de Turingia en Alemania. Se encuentra ubicado a doce (12) kilómetros al noreste de Greiz y a diecinueve (19) kilómetros al sur de Gera, y es una de las ciudades más pequeñas al este de Turingia. En esta localidad nació el arquitecto Otto Rehnig. 

## Historia
El municipio fue documentado por primera vez en 1267 donde se le menciona como Luben (en sorbio: "Bast"). Una fuente de 1868 indica que este deriva del vocablo eslavo Loibe, que significa "bosque espeso".

## Política
La composición del ayuntamiento elegido el 25 de mayo de 2014 es de nueve (9) escaños para el Partido Democrático Libre (FDP) con un 77,2% de participación en el gobierno y tres (3) escaños para el partido Bürgerunion Hohenleuben con un 22,8% de participación. El partido Die Linke tenía representación con tres escaños pero no participó del gobierno.